# Zoo di Mosca
Lo zoo di Mosca (in russo Московский зоопарк?) è uno dei più grandi ed antichi giardini zoologici della Russia. Si estende su di un'area di 21.5 ettari ed ospita al proprio interno 1 127 diverse specie di animali. Fondato nel 1864 da un gruppo di biologi dell'Università statale di Mosca, si trova nei pressi dell'anello dei giardini, vicino alle stazioni Barrikadnaja e Krasnopresnenskaja della metropolitana di Mosca.

## Storia
Lo zoo fu fondato nel 1864 su iniziativa del professore universitario Anatolij Bogdanov, con l'aiuto dei colleghi K.F. Rulje e S.A. Usov. La costruzione del complesso fu resa possibile grazie ai fondi derivanti dalle quote d'iscrizione ad un'associazione di promozione della natura e ad una donazione della famiglia imperiale dei Romanov. All'apertura lo zoo occupava uno spazio di circa 10 ettari ed ospitava 286 animali. Le prime strutture dello zoo furono progettate dall'architetto di origine italiana Pёtr Kampioni. Si trattava prevalentemente di costruzioni in legno dai tratti stilistici tipicamente russi. Sul finire del XIX secolo gli architetti Lev Kekušev e Sergej Rodionov furono incaricati della progettazione di nuove strutture.
Tra il 1905 ed il 1907 lo zoo fu coinvolto negli eventi rivoluzionari che interessarono l'Impero russo. L'acquario fu distrutto e molti degli animali furono uccisi. Nel 1919, a seguito della rivoluzione bolscevica, lo zoo fu nazionalizzato e la sua gestione passò al comune di Mosca. L'area del parco fu ampliata, giungendo ai 18 ettari. Fu incrementato il numero degli animali presenti al suo interno e furono create unità scientifiche, laboratori di ricerca e centri veterinari. Lo zoo continuò a funzionare regolarmente anche durante la seconda guerra mondiale.
Nel 1933, Vera Čaplina, naturalista e futura scrittrice, creò il «terreno dei giovani animali», dove non solo venivano allevati i piccoli che le madri rifiutavano di nutrire, ma i diversi animali venivano fatti convivere in pace. Questo esperimento ha suscitato grande interesse tra i visitatori e per molti anni il campo dei giovani animali è rimasto uno dei «biglietti da visita» dello zoo di Mosca.
Nel 1990 la struttura fu rinnovata. In particolare, furono costruiti un nuovo ingresso ed un ponte pedonale capace di collegare le due parti dello zoo, precedentemente divise dalla strada Bol'šaja Gruzinskaja. Inoltre, le dimensioni della struttura vennero ulteriormente aumentate. La ristrutturazione fu dedicata all'850º anniversario della città di Mosca. All'interno dello zoo si svolgono studi sul comportamento animale, sull'alimentazione e la riproduzione degli stessi, nonché sulle specie rare in via d'estinzione. Nel 2010 gli animali censiti all'interno dello zoo erano 8 556, mentre al 1º gennaio 2012 risultano essere 7 755

## Centro di ricerca ed educazione
Lo zoo di Mosca ha il proprio istituto educativo e centro di ricerca. Oltre alla formazione completa per il personale e gli insegnanti dello zoo, esiste un programma di formazione continua per il personale dello zoo e dell'acquario, veterinari, insegnanti e volontari, nonché corsi di psicologia dello zoo. Poiché lo zoo di Mosca è presidente di tutti gli zoo della Russia sin dal periodo sovietico, è un centro di formazione nazionale. È stata fondata nel 2017 dall'attuale direttrice Svetlana Akulova e Björn Stenvers.

## Animali principali

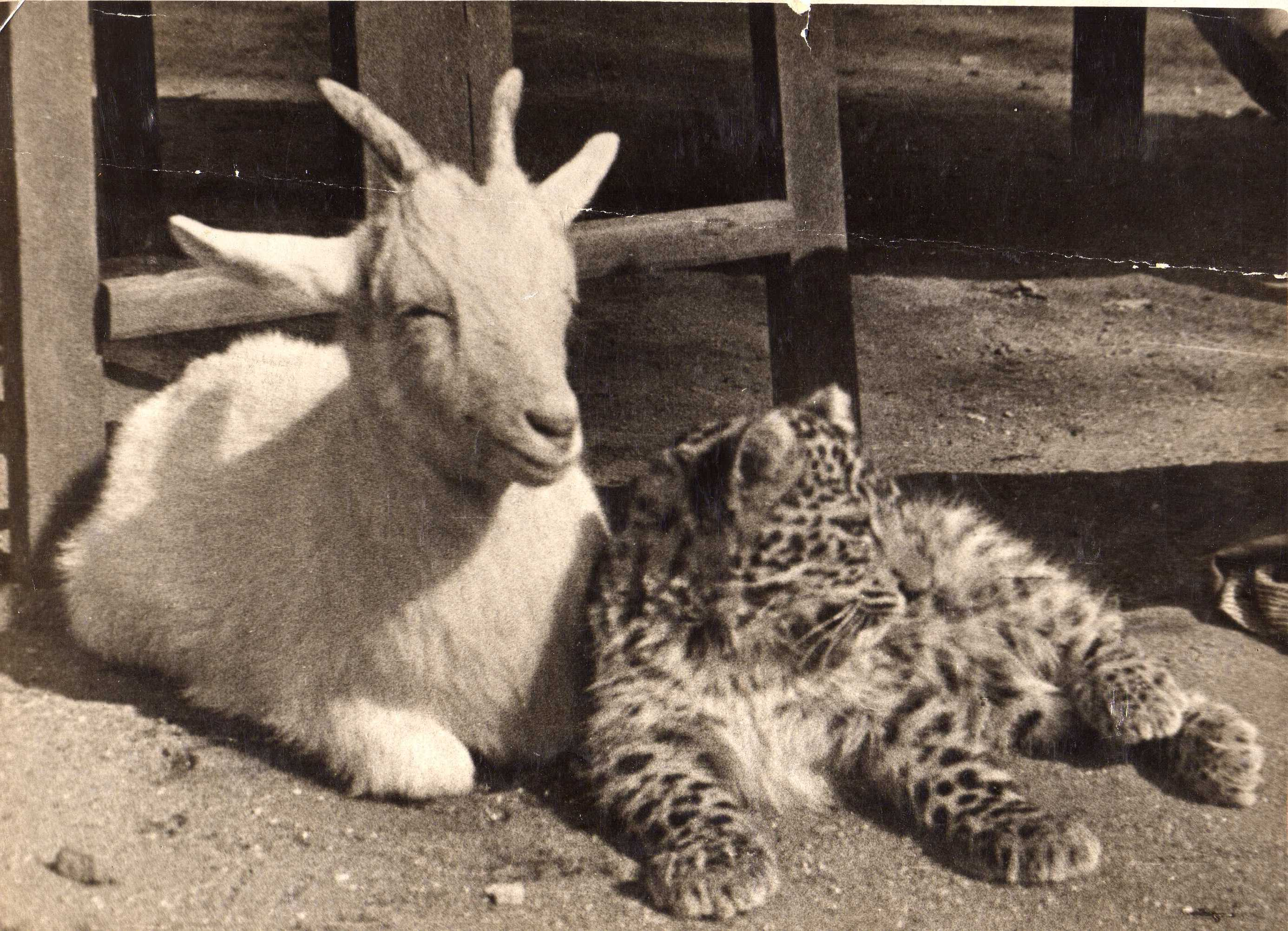
Terreno dei giovani animali. 1937

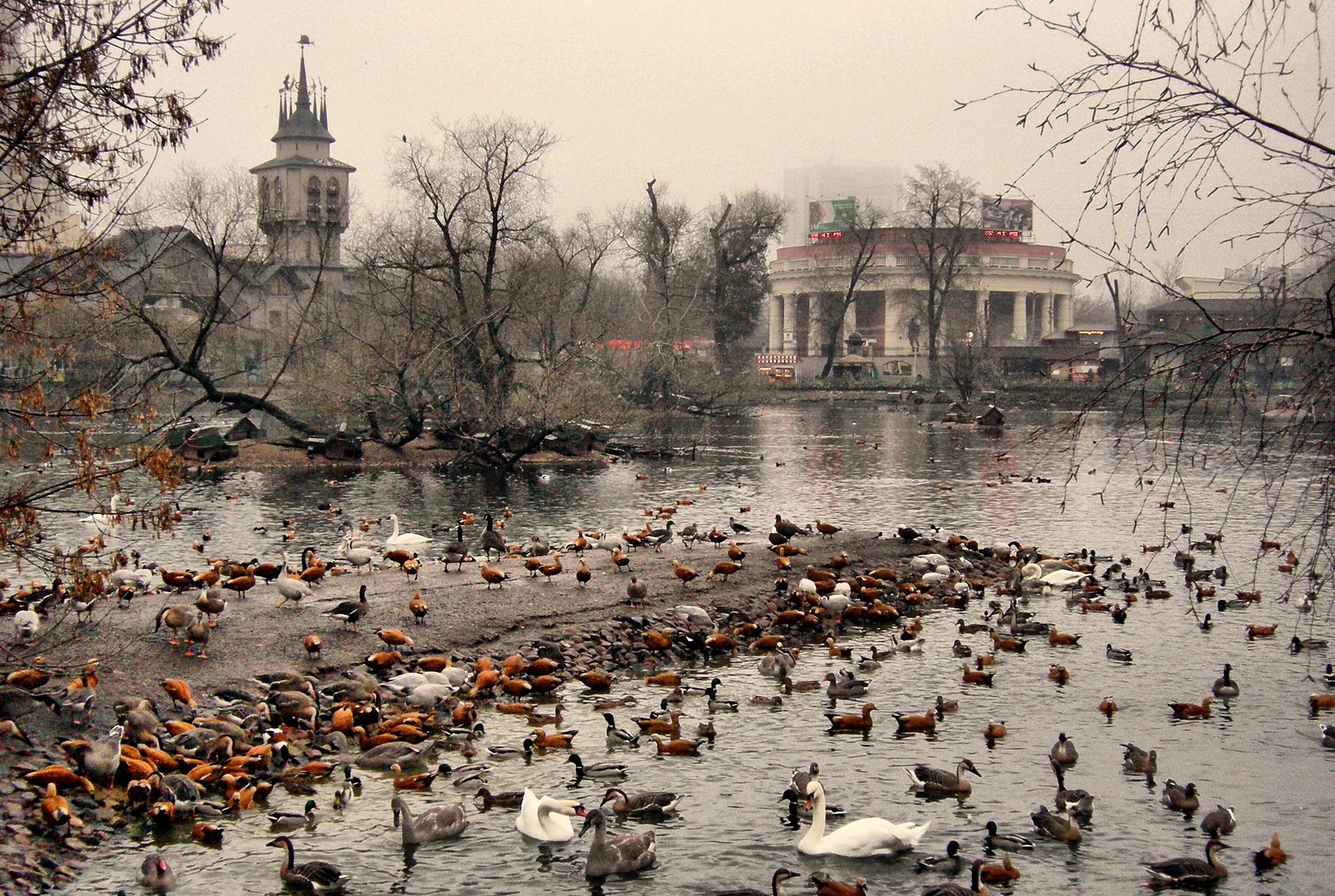
Stagno con varie specie di volatili

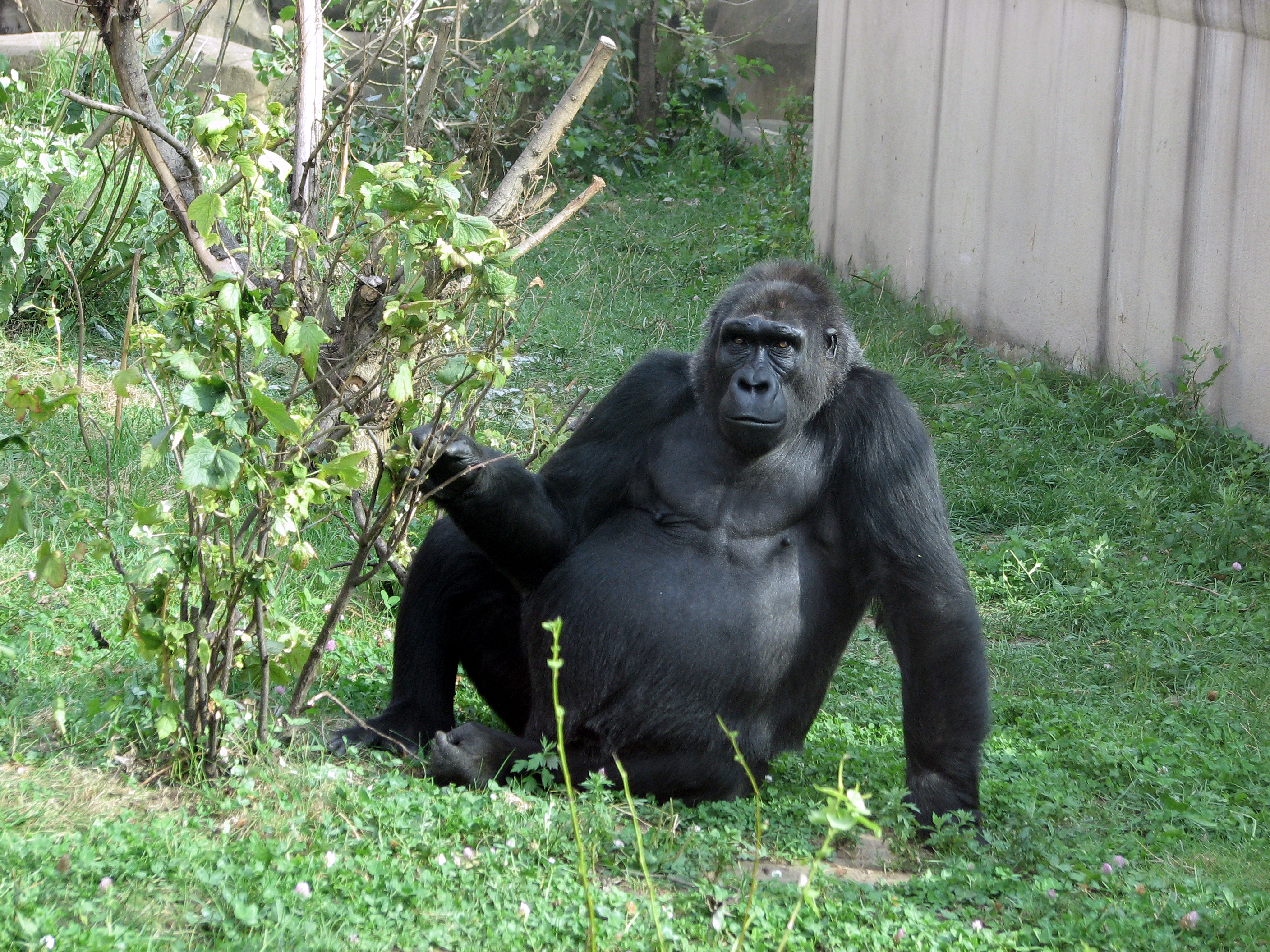
Gorilla gorilla

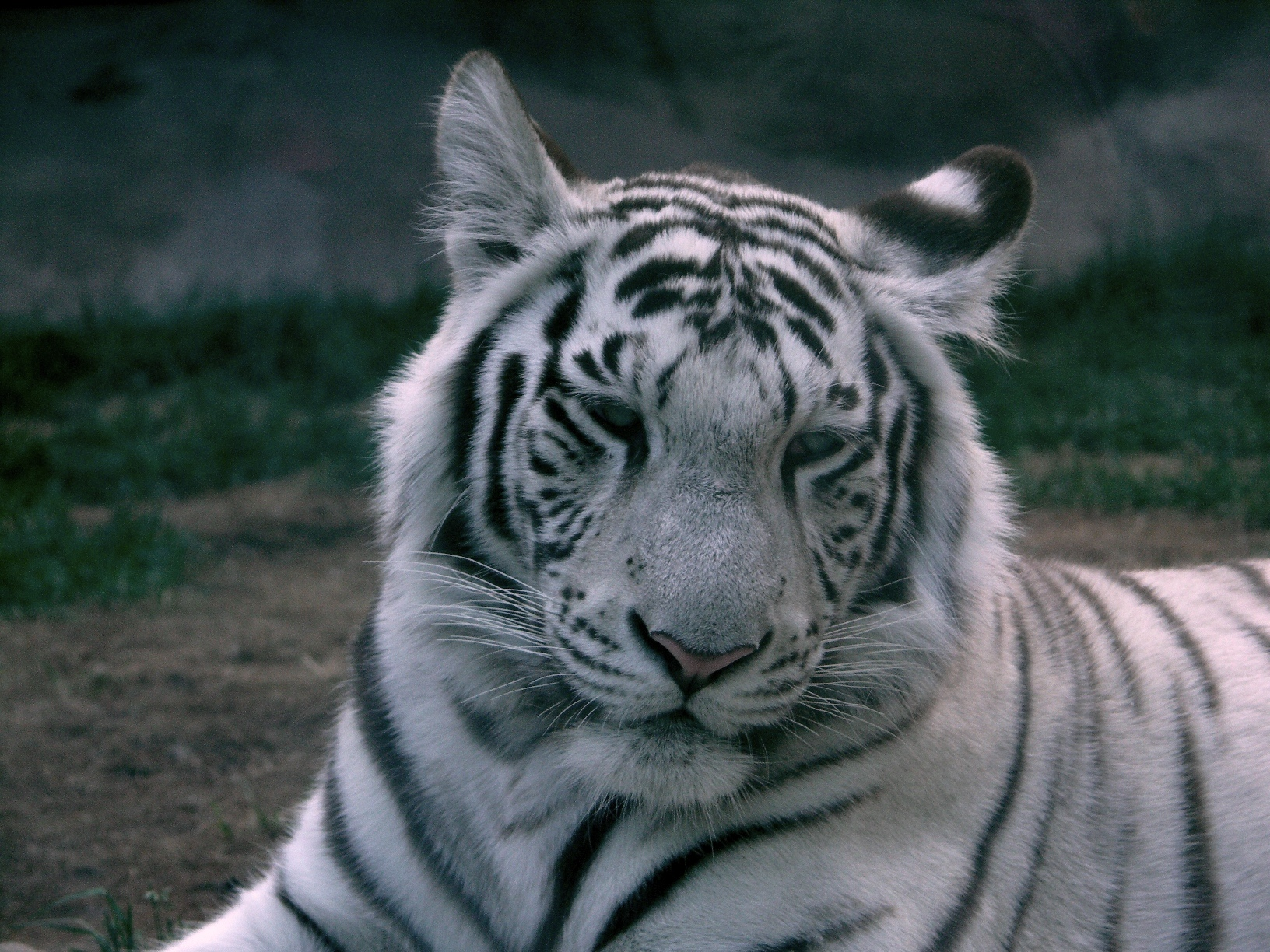
Tigre bianca

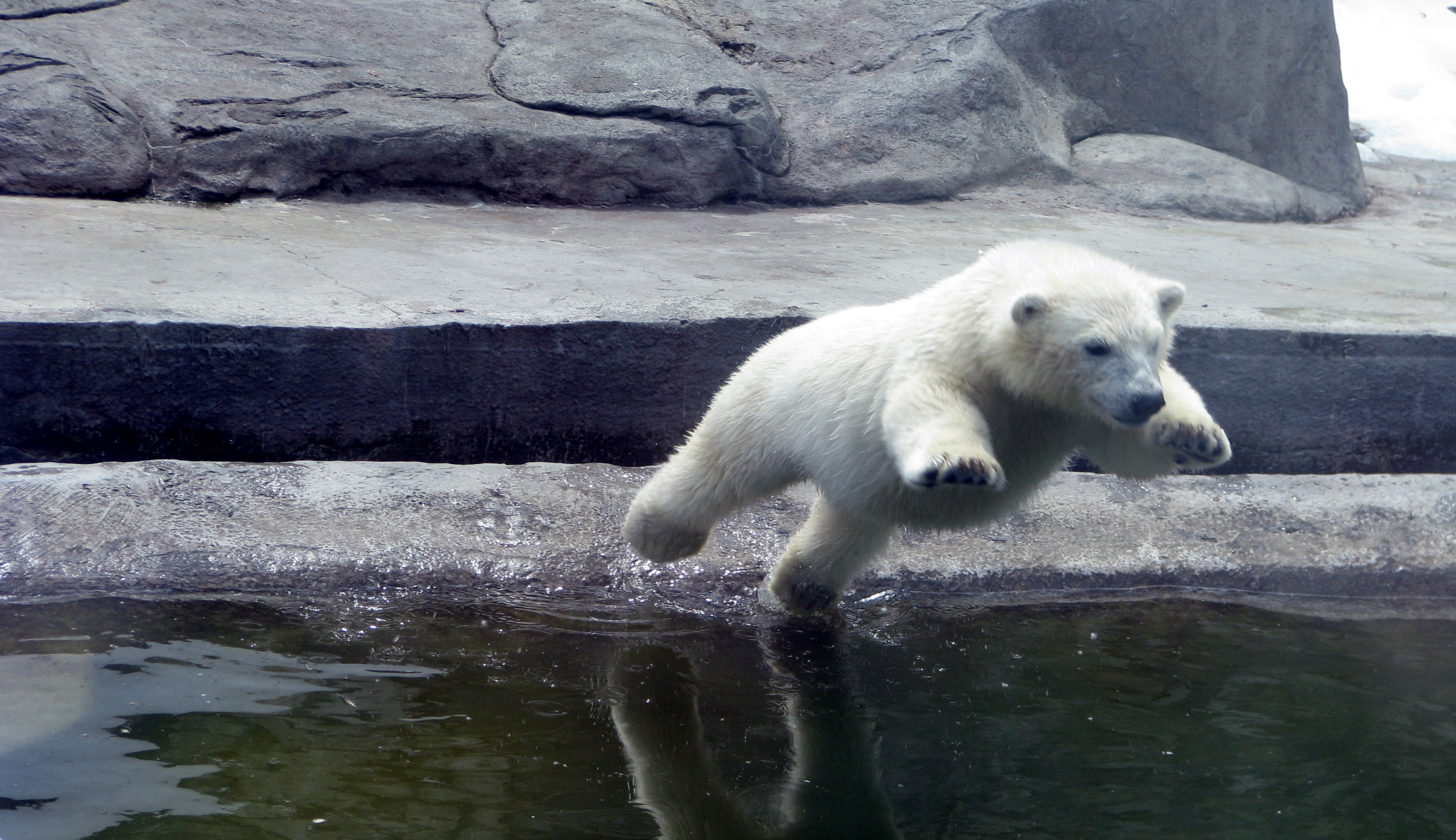
Orso polare

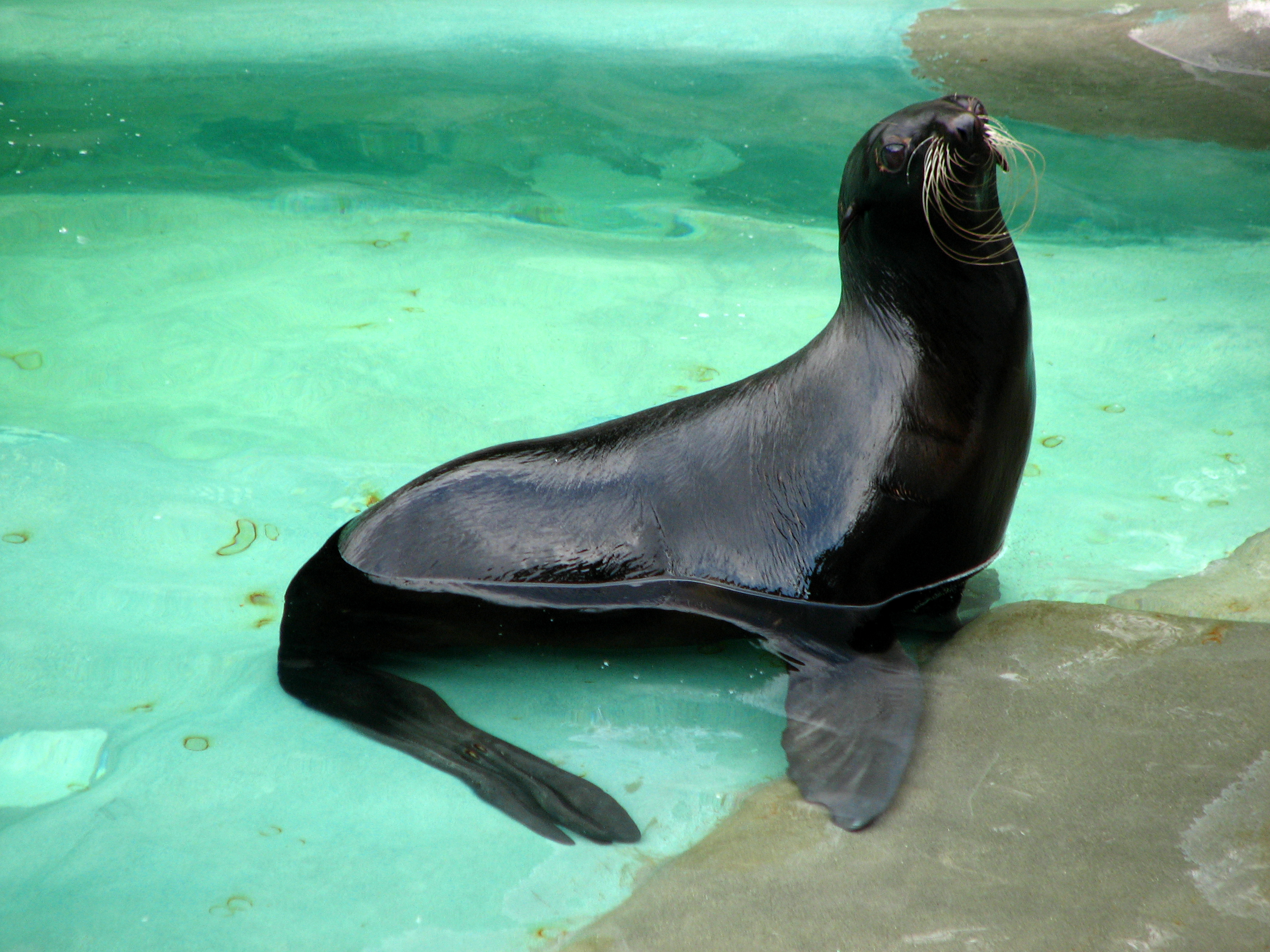
Callorino dell'Alaska

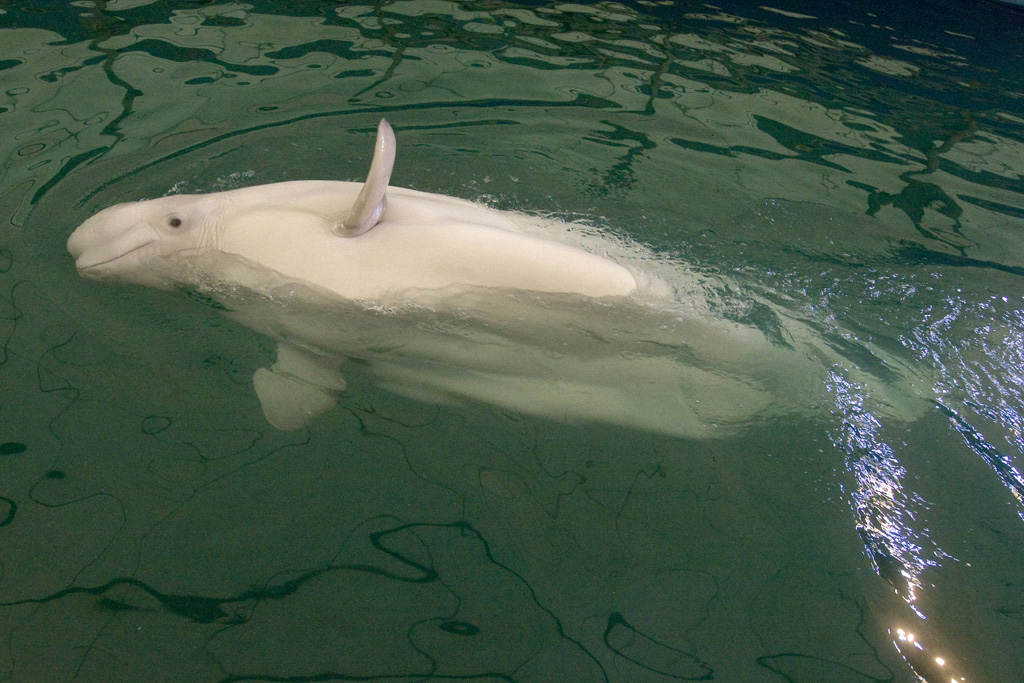
Beluga

Alcune delle specie dello zoo sono:
- Marsupiali (Marsupialia)
  - Didelfidi (Didelphidae)
  - Dasiuromorfi (Dasyuromorphia)
  - Macropodidi (Macropodidae)
- Insettivori (Insectivora)
  - Erinaceidi (Erinaceidae)
  - Macroscelididi (Macroscelididae)
  - Tupaidi (Tupaiidae)
- Pipistrelli (Chiroptera)
  - Pteropodidi (Pteropodidae)
- Primati (Primates)
  - Lemuridi (Lemuridae)
  - Lorisidi (Lorisidae)
  - Cebidi (Cebidae)
  - Callitrichinae (Callitrichinae)
  - Cercopitecidi (Cercopithecidae)
  - Ominidi (Hominidae)
- Xenarthra (Edentata)
  - Folivori (Bradypodidae)
  - Armadilli (Dasypodidae)
- Lagomorfi (Lagomorpha)
  - Leporidi (Leporidae)
- Roditori (Rodentia)
- Carnivori (Carnivora)
  - Felidi (Felidae)
  - Canidi (Canidae)
  - Ursidi (Ursidae)
  - Ienidi (Hyaenidae)
- Pinnipedi (Pinnipedia)
- Proboscidati (Proboscidea)
  - Elefanti (Elephantidae)
- Perissodattili (Perissodactyla)
  - Equidi (Equidae)
- Artiodattili (Artiodactyla)
  - Suidi (Suidae)
  - Camelidi (Camelidae)
  - Cervidi (Cervidae)
  - Giraffidi (Giraffidae)
  - Bovidi (Bovidae)